# Liga 1 (Indonezja)
Liga Indonesia – najwyższa klasa rozgrywkowa w piłce nożnej w Indonezji. Skupia 15 najlepszych drużyn tego kraju. Pierwsza edycja miała miejsce w sezonie 2008/2009. 
Liga powstała w 2008 i jest kontynuacją rozgrywek Premier Division, które istniały w latach 1994–2008.

## Kluby w sezonie 2013/2014
- Arema FC
- Barito Putera
- Gresik United
- Mitra Kukar
- Pelita Bandung Raya
- Persebaya Surabaya
- Persela Lamongan
- Persepam Madura Utd
- Perseru Serui
- Persib Bandung
- Persiba Balikpapan
- Persiba Bantul
- Persija Jakarta
- Persijap Jepara
- Persik Kediri
- Persipura Jayapura
- Persiram Raja Ampat
- Persita Tangerang
- PSM Makassar
- Putra Samarinda
- Semen Padang
- Sriwijaya FC

## Mistrzowie Indonezji
| Sezon     | Mistrz                  | Wicemistrz              |
| 2008/2009 | Persipura Jayapura      | Persiwa Wamena          |
| 2009/2010 | Arema Indonesia         | Persipura Jayapura      |
| 2010/2011 | Persipura Jayapura      | Arema Indonesia         |
| 2011/2012 | Sriwijaya F.C.          | Persipura Jayapura      |
| 2012/2013 | Persipura Jayapura      | Arema Indonesia         |
| 2014      | Persib Bandung          | Persipura Jayapura      |
| 2015      | Nie ukończono rozgrywek | Nie ukończono rozgrywek |
| 2017      | Bhayangkara F.C.        | Bali United Pusam       |
| 2018      | Persija Dżakarta        | PSM Makassar            |
| 2019      | Bali United Pusam       | Persebaya Surabaya      |

## Królowie strzelców
| Sezon     | Król strzelców                  | Klub                              | Gole |
| 2008/2009 | Boaz Solossa Christian Gonzalez | Persipura Jayapura Persib Bandung | 28   |
| 2009/2010 | Aldo Baretto                    | Bontang FC                        | 19   |
| 2010/2011 | Boaz Solossa                    | Persipura Jayapura                | 22   |
| 2011/2012 | Beto                            | Persipura Jayapura                | 25   |
| 2012/2013 | Boaz Solossa                    | Persipura Jayapura                | 26   |